# Stade Víctor-Jara
Ne doit pas être confondu avec Stade national (Chili).
 (mars 2025).
Le stade Víctor-Jara, ancien stade Chili, est un complexe sportif situé à Santiago, au Chili.

## Histoire
En septembre 2003, il a été renommé en mémoire du chanteur populaire Víctor Jara, qui, lors du coup d'État du 11 septembre 1973, 30 ans plus tôt, fut détenu avec des centaines d'autres prisonniers politiques dans ce même stade, où il fut torturé en public et, finalement, assassiné.